# Fancy You
Fancy You (с англ. — «Представляю тебя») — седьмой мини-альбом южнокорейской гёрл-группы Twice. Выпущен 22 апреля 2019 года лейблом JYP Entertainment. Этот альбом следует за их шестым мини-альбомом Yes or Yes. С этим альбомом группа стала самой продаваемой гёрл-группой в Южной Корее, превзойдя продажи альбомов S.E.S и Girls Generation.

## Предпосылки и релиз
Впервые слухи о корейском камбэке Twice появились в начале 2019 года, и 18 февраля представители JYP Entertainment объявили, что релиз альбома состоится в апреле, и что клип был заранее отснят перед тем, как группа выпустит второй японский сборник и отправится в первый Доум-тур.
В полночь 8 апреля были представлены первые групповые тизеры предстоящего мини-альбома и объявлено его название — Fancy You, а также анонсированы даты первого мирового тура коллектива, который начнётся в конце мая, после завершения промоушена. 9 апреля были представлены индивидуальные фото-тизеры Наён, Чонён и Момо; 10 апреля выложили тизеры Саны, Чжихё и Мины. 11 апреля были представлены тизеры Дахён, Чеён и Цзыюй. 12 апреля было представлено групповое фото. 13 апреля был опубликован первый тизер видеоклипа Fancy, последующее дни были опубликованы тизеры и превью альбома. 22 апреля в 18:00 по корейскому времени был опубликован видеоклип Fancy.
После релиза седьмого мини-альбома Fancy You Twice стали самой продаваемой корейской женской группой за всё время с продажами более трёх миллионов и 750 тысяч копий, побив рекорд S.E.S., которая удерживала его в течение двадцати одного года.

## Промоушен
Группа объявила об альбоме через Twitter 7 апреля. Twice появились в двух эпизодах специального выпуска JTBC Idol Room 23 и 30 апреля. Их мировое турне началось в мае 2019 года и выступят в Сеуле, Бангкоке, Сингапуре, Лос-Анджелесе и Манилу, среди других городов.

## Трек-лист
| №                   | Название            | Автор(ы)            | Продюсер(ы)         | Длительность |
| ------------------- | ------------------- | ------------------- | ------------------- | ------------ |
| 1.                  | «Fancy»             | Black Eyed Pilseung | Black Eyed Pilseung | 3:35         |
| 2.                  | «Stuck in My Head»  | Ли Се Ран           | Ли Се Ран           | 2:28         |
| 3.                  | «Girls Like Us»     | Чжихё               | Чжихё               | 2:40         |
| 4.                  | «Hot»               | Момо, Кан Ын Чжон.  | Момо, Кан Ын Чжон.  | 2:59         |
| 5.                  | «Turn It Up»        | Сана, Earattack.    | Сана, Earattack.    | 3:09         |
| 6.                  | «Strawberry»        | Чеён, Ким Ын Су.    | Чеён, Ким Ын Су.    | 3:29         |
| Общая длительность: | Общая длительность: | Общая длительность: | Общая длительность: | 18:50        |

## Чарты

### Еженедельный чарт
| Чарты (2019)                           | Пиковые позиции |
| -------------------------------------- | --------------- |
| Австралия (ARIA)                       | 22              |
| Франция (SNEP)                         | 54              |
| Япония (Oricon)                        | 1               |
| Япония (Oricon)                        | 2               |
| Япония (Billboard Japan Hot Albums)    | 11              |
| Республика Корея (Gaon)                | 2               |
| Испания (PROMUSICAE)                   | 88              |
| Великобритания (OCC)                   | 34              |
| США (Billboard Digital Albums)         | 22              |
| США (Billboard Top Heatseekers Albums) | 4               |
| США (Billboard Independent Albums)     | 16              |
| США (Billboard World Albums)           | 4               |

### Годовой итоговый чарт
| Чарты (2019)    | Позиция |
| --------------- | ------- |
| Япония (Oricon) | 34      |

## Сертификация
| Регион                  | Сертификация | Продажи  |
| ----------------------- | ------------ | -------- |
| Республика Корея (KMCA) | Платиновый   | 250 000^ |

## Награды и номинации
| Год  | Премия                       | Категория                  | Результат | Ссылка |
| ---- | ---------------------------- | -------------------------- | --------- | ------ |
| 2019 | 21-я Mnet Asian Music Awards | Альбом года                | Номинация |        |
| 2020 | 9-я Gaon Chart Music Awards  | Альбом Года — 2-я четверть | Номинация | [ 27 ] |

| Критик/публицист | Лист                                | Ранг | Ссылка |
| ---------------- | ----------------------------------- | ---- | ------ |
| Billboard        | 25 величайших альбомов K-Pop 2010-х | 24   | [ 28 ] |